# Platánia
Platánia (em grego: Πλατάνια) é uma aldeia cretense da unidade regional de Retimno, no município de Amári, na unidade municipal de Curítes. Situada a 420 metros acima do nível do mar, próxima a ela estão as vilas de Furfurás e Vizári e a garganta homônima. Segundo censo de 2011, têm 197 habitantes.